# میخائیل یاکیموویچ
میخائیل یاکیموویچ (بلاروسی: Міхаіл Іванавіч Якімовіч؛ زادهٔ ۱۲ دسامبر ۱۹۶۷) بازیکن هندبال اهل شوروی-بلاروس بود.